# Furelos
Furelos (San Xoán de Furelos) è un villaggio  situato nella comunità autonoma della Galizia situato sul tracciato del Camino Francés a circa 63 km dalla città di Santiago di Compostela.   
Villaggio di antica origine, negli immediati pressi di Melide, è stato registrato nei documenti del XII secolo e conserva parte della sua struttura medioevale.
Vi si accede dopo aver oltrepassato un ponte che attraversa il fiume Furelos.

## Monumenti

### Il ponte medioevale
Il ponte sul fiume Furelos, risalente al XII secolo, è considerato uno dei gioielli dell'architettura civile sul Cammino di Santiago, ed è menzionato in un documento dei "Tumbos del monasterio de Sobrado de los monjes"  e nel Codex calixtinus . 
Oggetto di una parziale ristrutturazione nel XVIII secolo, è lungo 50 metri e largo 3,7 metri e si compone di quattro archi semicircolari disuguali,  con tre pilastri che hanno rostri triangolari e contrafforti lungo il fiume. 
I segmenti degli archi, le basi delle volte e il rivestimento sui pilastri sono realizzati in muratura, con materiali caratteristici della zona di Melide: il rivestimento, il riempimento intonaco delle volte sono in pietra nera che si trova appunto nei dintorni di Melide, soprattutto anfibolite e ultrabasico.

### La chiesa di San Xoán de Furelos
La chiesa, che si trova sul percorso del Cammino di Santiago, conserva parte della sua architettura romanica medievale, e più in particolare, la sua parete sud. 
L'altare principale della chiesa è in stile neoclassico con decorazione rococò e risale al XVIII secolo. Nella cappella, si può vedere l'immagine di San Giovanni, patrono di questo piccolo villaggio, e su entrambi i lati, le immagini della "Virgen del Carmen", della "Virgen del Rosario" e di "Santa Lucia".
All'interno, sul lato destro, troviamo l'imponente pala d'altare neogotico del Santo Cristo, con la mano destra penzoloni, che riflette la grande espressività drammatica resa dallo scultore nato a Furelos, Manuel Cagide.

## Galleria d'immagini

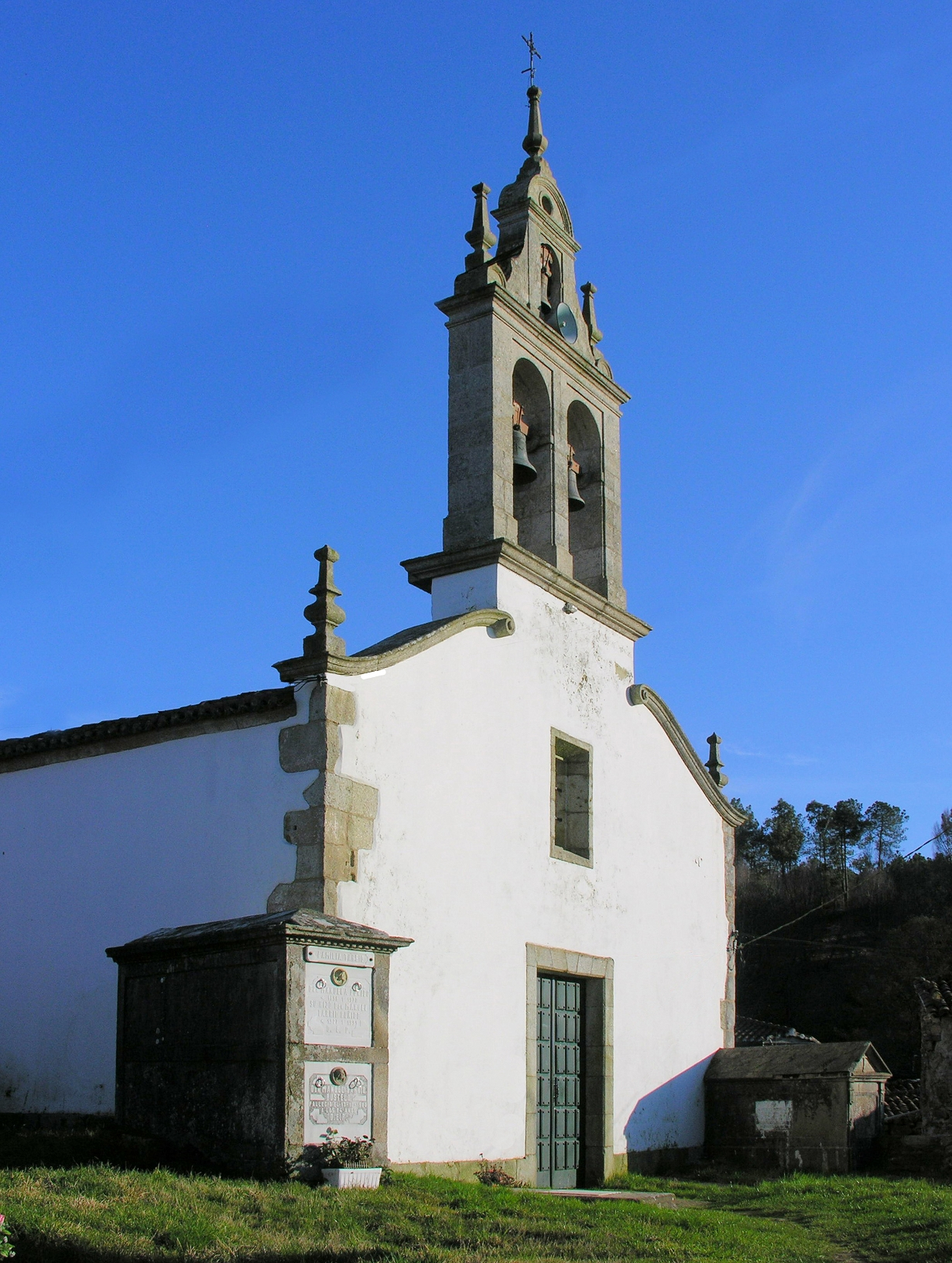
Chiesa di San Xoán
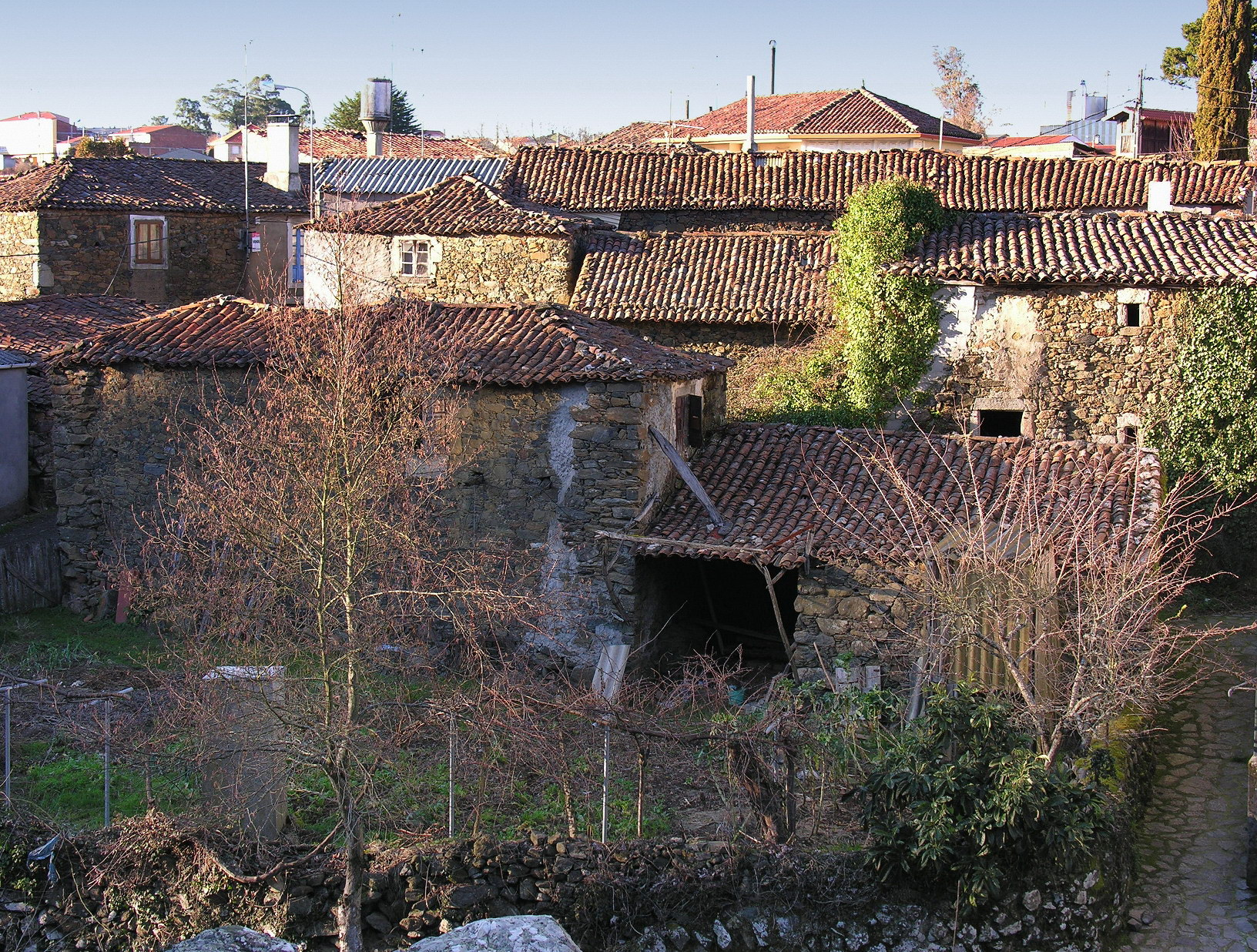
Veduta di Furelos
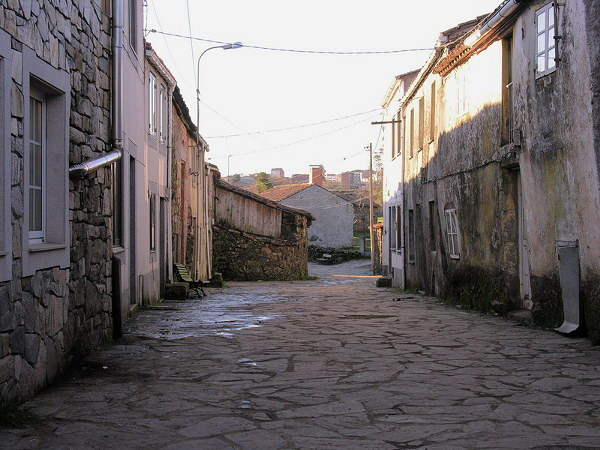
Stradina di Furelos
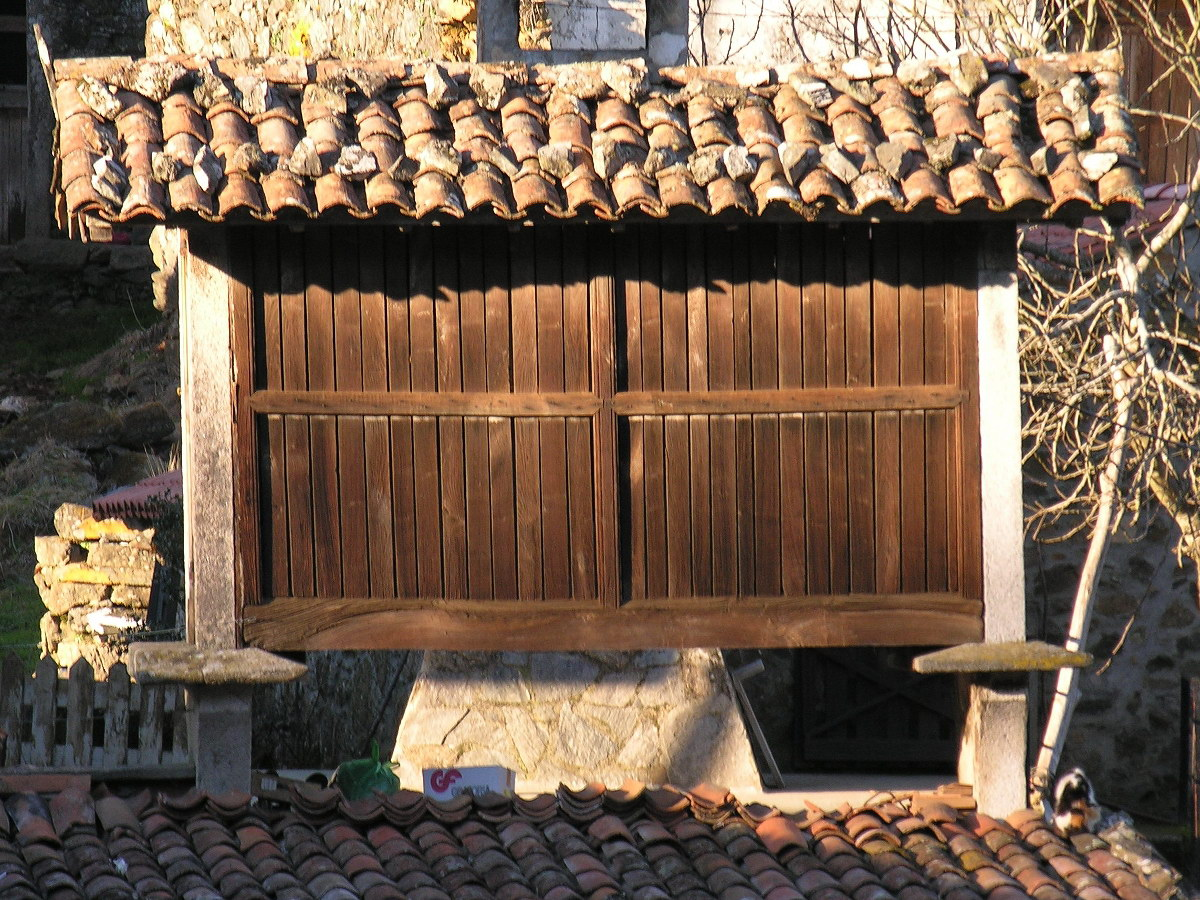
Tipico "Hórreo" galiziano
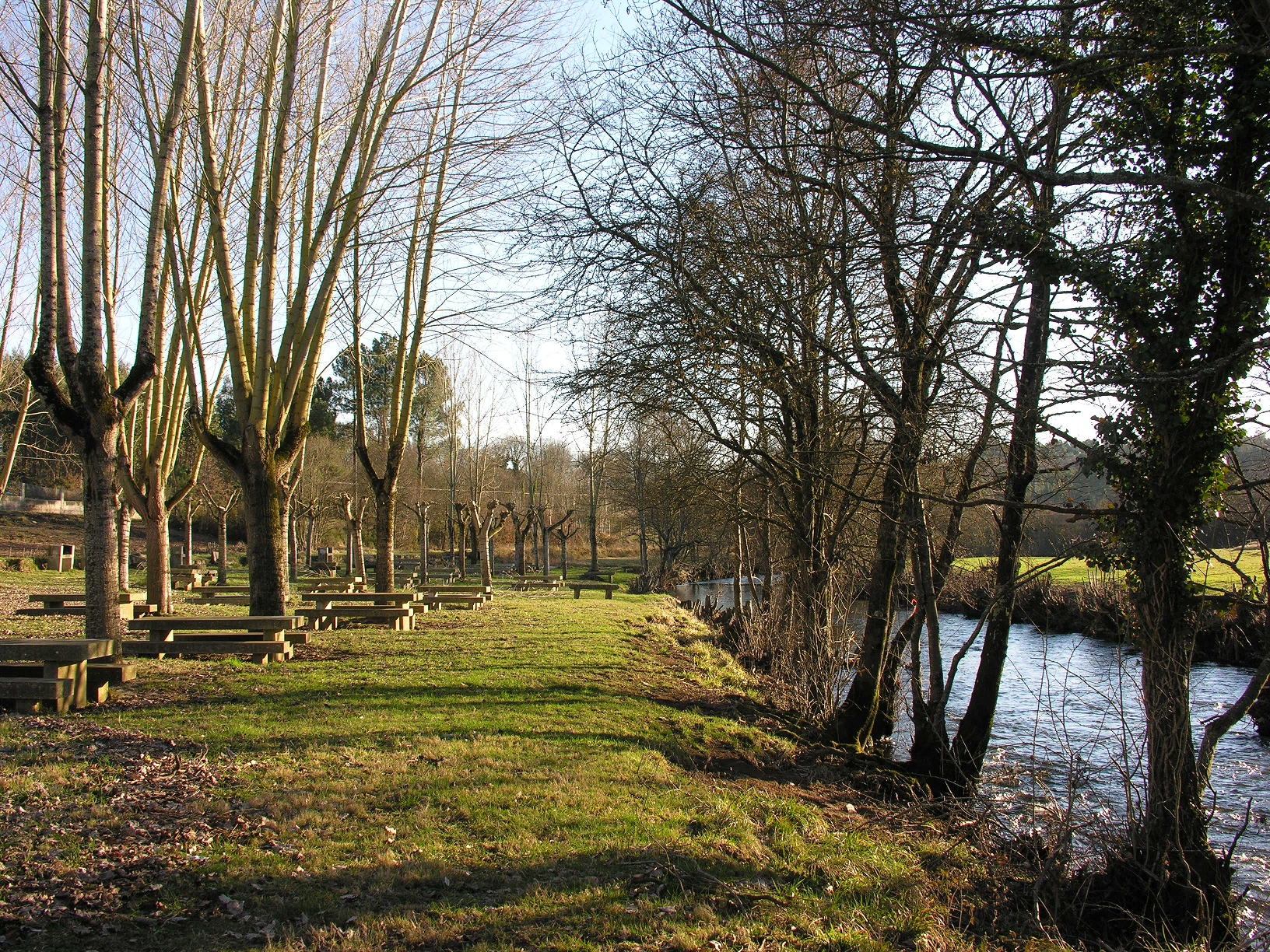
Area ricreativa di Furelos
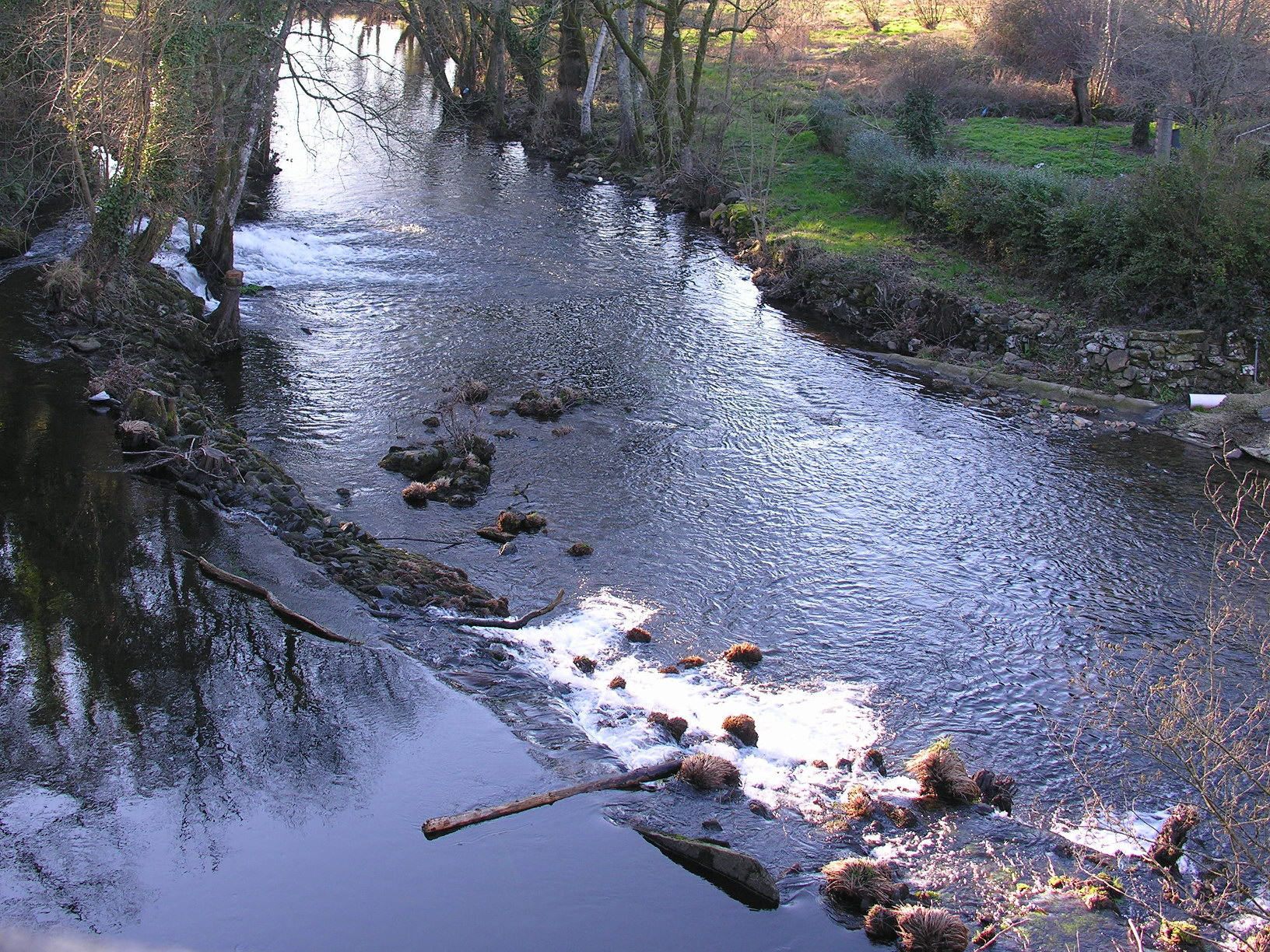
Rio Furelos
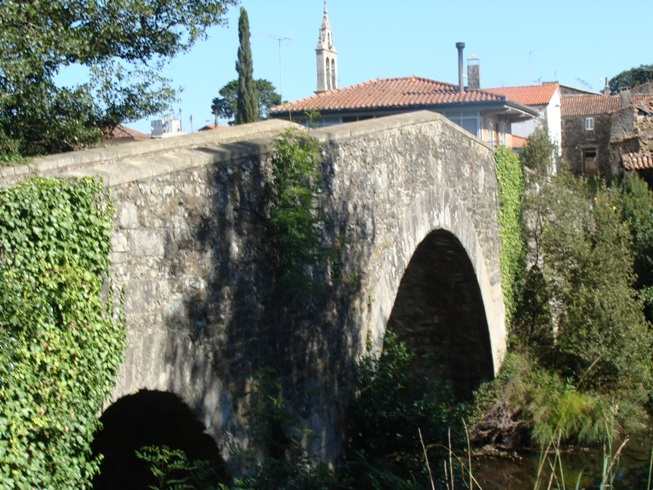
Ponte Medioevale
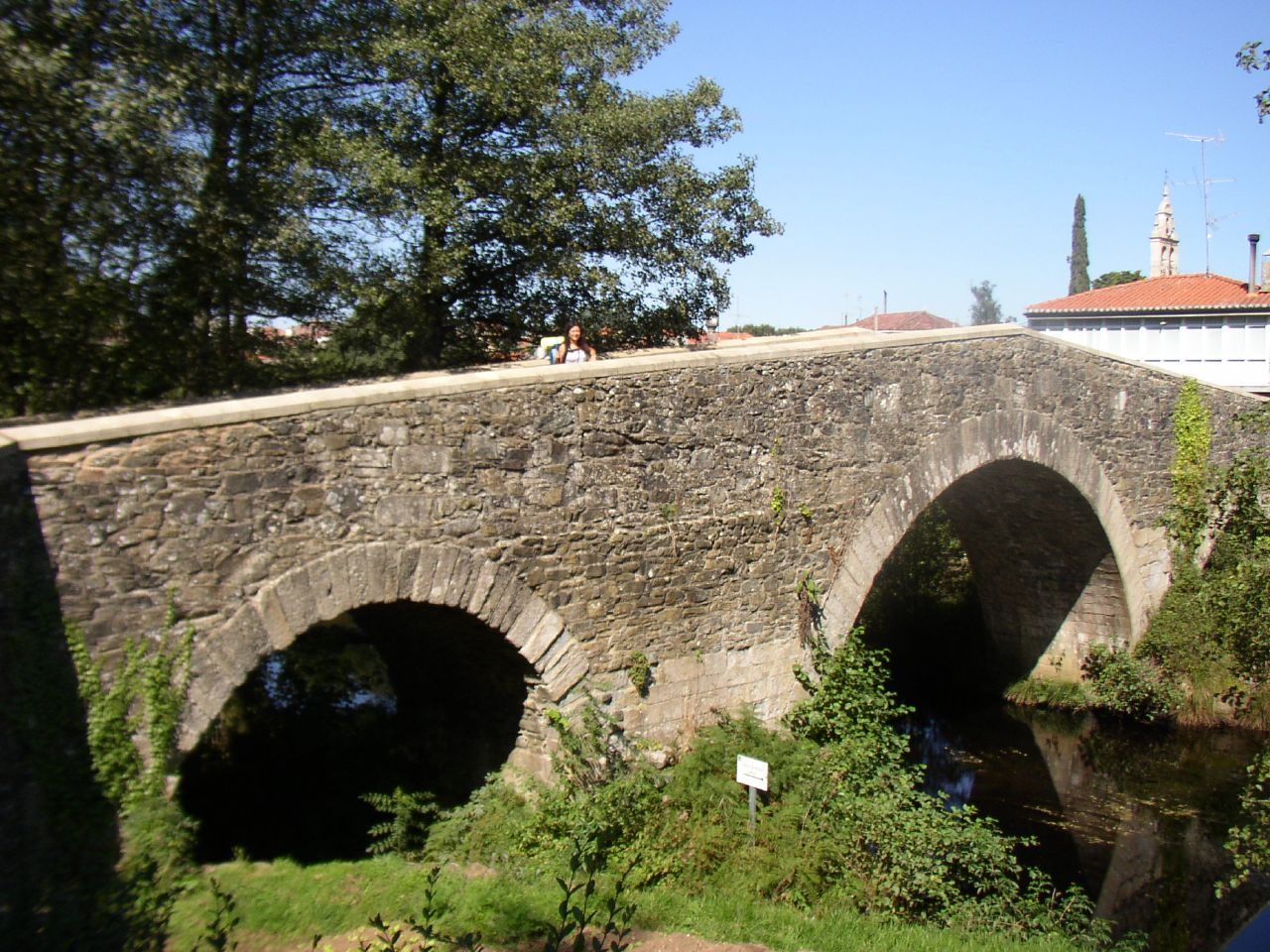
Ponte Medioevale
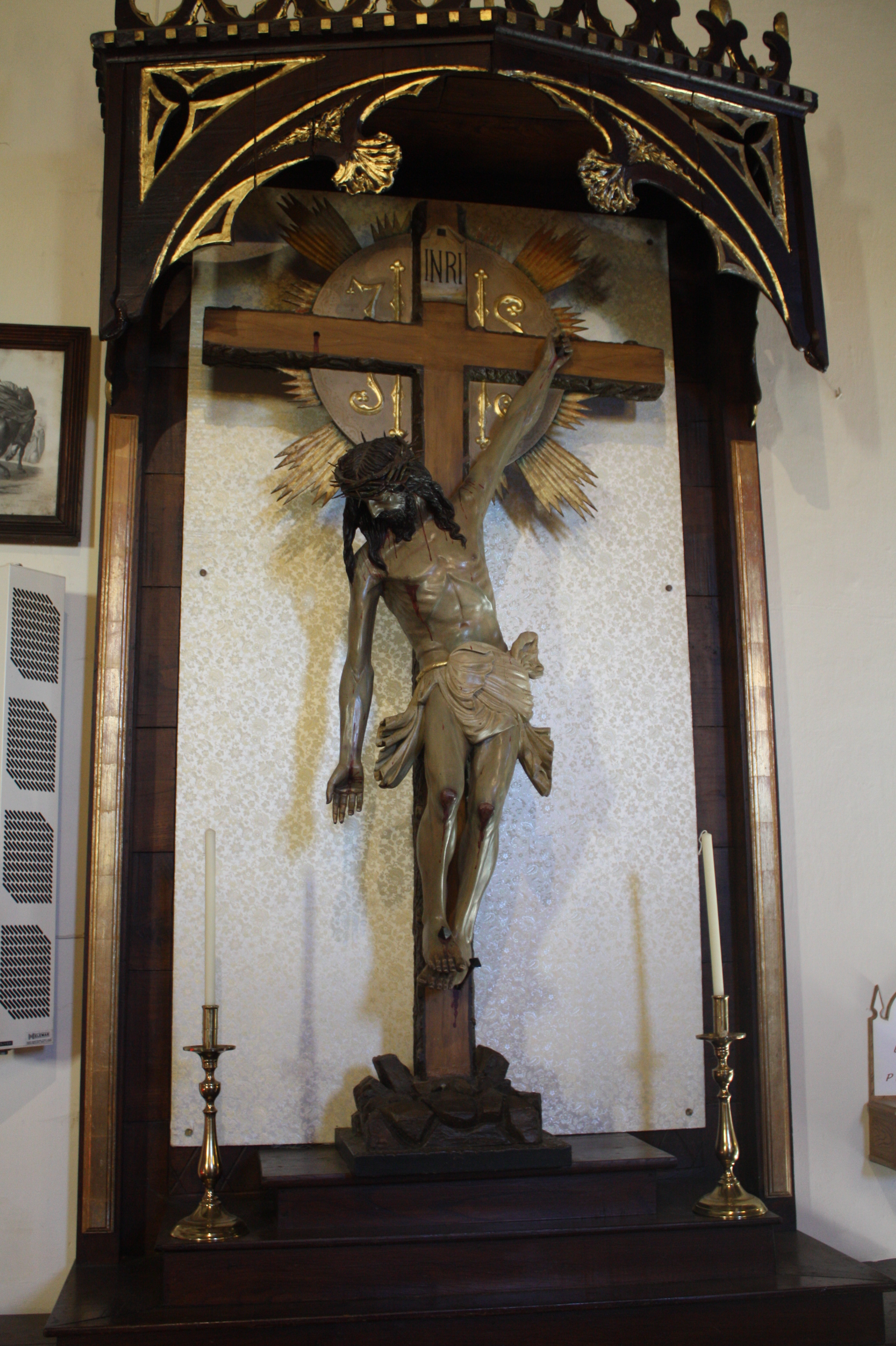
Crocifisso nella Chiesa di San Xoán